# جيمس باتون (لاعب كرة قدم أمريكية)
جيمس باتون (بالإنجليزية: James Patton)‏ هو لاعب كرة قدم أمريكية أمريكي، ولد في 5 يناير 1970 في مقاطعة برازوريا في الولايات المتحدة.

## وصلات خارجية
- جيمس باتون على موقع مرجع كرة القدم المحترفة.كوم (الإنجليزية)
- جيمس باتون على موقع JustSportsStats.com (الإنجليزية)